# حتى نفوز
حتى ننتصر: معركة الهند ضد جائحة كوفيد-19 ، نشرته دار بينجوين بوكسPenguin Books في عام 2020 ،   و هو كتاب عن جائحة كورونا في الهند   وقد شارك في تأليفه ثلاثة من كبار الأطباء العلماء وخبراء النظام الصحي في الهند، حيث شارك في كتابته تشاندراكانت لاهريا، ورانديب غوليريا، وجاغانديب كانغ،  وقد نجح هذا الكتاب في جذب اهتمام نقدي كبير من مراجعي الكتب ووسائل الإعلام المرموقة في جميع أنحاء البلاد.

## استقبال
كتبت صحيفة مومباي ميرور : "يقدم هذا الكتاب المخصص للعاملين في مجال الرعاية الصحية في الخطوط الأمامية رؤى حول كيفية ظهور الوباء ونموه، وما تم القيام به لمكافحة الفيروس، وما لا يزال يتم القيام به، وما يحمله المستقبل لنا. الدكتور كانج هو بالطبع أحد أبرز العلماء الطبيين في البلاد، والدكتور لاهاريا هو ممارس للصحة العامة واستراتيجي للسياسة العامة، وقد نسق عمل منظمة الصحة العالمية في الهند بشأن اللقاحات الجديدة، والدكتور جوليريا هو مدير معاهد العلوم الطبية في عموم الهند ." 
صرحت راميا كانان من صحيفة The Hindu أن كتاب Till We Win هو محاولة شجاعة من قبل ثلاثة علماء كتبوا معًا كتابًا لتوفير الوضوح المطلوب بشدة بشأن الوباء. وعن الكتاب، كتبت أيضًا: "إنه يتطرق إلى جميع الجوانب الرئيسية للأزمة، بما في ذلك طبيعة الفيروسات، وعائلة فيروس كورونا، والجدول الزمني، وحالة عدم الاستعداد في البلاد، وترقية البنية التحتية الصحية، وأنظمة الصحة والتمويل، وبروتوكولات العلاج التي تطورت باستمرار، ويثير ويجيب على أسئلة حول الحجر الصحي، وبروتوكولات السلامة، واللقاحات، بناءً على الحكمة العلمية في تلك المرحلة من الزمن، على أمل معالجة الثغرات في الاتصال الموجودة على الرغم من القصف السجادي للمعلومات حول كوفيد". 
ذكرت مراجعة صحيفة نيو إنديان إكسبريس للكتاب: "بشكل عام، الكتاب موجه إلى الناس والقادة السياسيين وصناع السياسات والأطباء، ويحمل وعدًا بإمكانية تحويل الصحة العامة وتعزيز نظام الرعاية الصحية الهندي. ويركز الكتاب على البقاء آمنًا في ظل الوباء، وتوفير معلومات حول اللقاحات والعلاجات." 